# ¿Qué pides tú?
¿Qué pides tú? è l'album di debutto di Álex Ubago, pubblicato il 1º ottobre 2001 dalla Warner Music durante la partecipazione del cantante alla prima edizione della versione spagnola di Operazione trionfo.
Il 21 luglio 2003 ne è stata pubblicata una riedizione intitolata 21 meses, 1 semana y 2 dias contenente due remix di alcune canzoni già incluse e alcune nuove tracce.

## ¿Qué pides tú?

### Tracce
CD (EastWest 0927 40663 2 (Warner)
1. ¿Qué pides tú?
2. A gritos de esperanza
3. ¿Sabes?
4. No te rindas
5. Hay que ver
6. Sin miedo a nada (con Amaia Montero)
7. Ahora que no estás
8. Por esta ciudad
9. Vuelves a pensar
10. Dime si no es amor

## 21 meses, 1 semana y 2 dias

### Tracce

#### CD uno
1. "¿Qué Pides Tú?"
2. "A Gritos De Esperanza"
3. "¿Sabes?"
4. "No Te Rindas"
5. "Hay Que Ver"
6. "Sin Miedo A Nada" (Duet with Amaia Montero from La Oreja De Van Gogh)
7. "Ahora Que No Estás"
8. "Por Esta Ciudad"
9. "Vuelves A Pensar"
10. "Dime Si No Es Amor"

#### CD due
1. "Sin Miedo a Nada" (without Amaia)
2. "¿Qué Pides Tú?" (2000 demo)
3. "Por Esta Ciudad" (2003 version)
4. "Temblando"
5. "Sigo Aquí" (dalla colonna sonora di Treasure Planet, versione spagnola di I'm Still Here)
6. Video-Clips